# Penetrantia concharum
Penetrantia concharum is een mosdiertjessoort uit de familie van de Penetrantiidae. De wetenschappelijke naam van de soort is voor het eerst geldig gepubliceerd in 1946 door Silén.